# 天主教康塞普西翁教區 (巴拉圭)
天主教康塞普西翁教區（拉丁語：Dioecesis Sanctissimae Conceptionis in Paraguay）是巴拉圭一個羅馬天主教教區，屬亞松森總教區。
教區成立於1929年5月1日，包括康塞普西翁省和阿曼拜省。2006年有教友362,000人（佔轄區總人口98.6%）、十五個堂區、卅三名司鐸。現任教區主教為匝加利亞·羅隆。